# Paul Alverdes
Paul Alverdes, född 6 maj 1897, död 28 februari 1979, var en tysk författare.

## Författarskap
Alverdes skrev lyrik, dramatik, essäer och berättelser. Han blev främst känd genom sin roman Die Pfeiferstube (Piparsalen, 1929), som utspelar sig i en sal på ett krigssjukhus där man vårdar soldater med skador på struphuvudet. Denna och övriga romaner av Alverdes utmärks genom sin humanistiska människosyn, samtidigt som även krigsupplevelserna idealiseras.
Alvares godtogs av den nazistiska regimen i Tyskland på 1930-talet.